# مزرعه میان چال
مزرعه میان چال، روستایی از توابع بخش مرکزی شهرستان قزوین در استان قزوین و در ایران است.

## جمعیت
این روستا در دهستان اقبال شرقی قرار دارد و بر اساس سرشماری مرکز آمار ایران در سال ۱۳۸۵، وجود روستا اشاره شده است ولی جمعیت آن گزارش نشده است.